# Grupo de Florida
El Grupo de Florida, también llamado Grupo Martín Fierro, fue un agrupamiento informal de artistas de vanguardia de la Argentina. 
Tradicionalmente, la historiografía cultural argentina lo opuso al Grupo de Boedo. Durante la década de 1920 y la de 1930 Ernesto Palacio y Roberto Mariani decidieron, con fines de publicidad, iniciar dos “movimientos literarios” rivales. Uno tomó rumbo a la derecha y el otro derivó a la izquierda. Ernesto Palacio argumentaba que en Francia había grupos literarios y entonces, para no ser menos, en Buenos Aires había que hacer lo mismo, y que podía servir para publicidad el hecho de que hubiera dos grupos adversarios. El calificativo de “Florida” correspondió al centro de la ciudad, y el de “Boedo”, al suburbio. Los primeros recibieron ese nombre porque uno de sus puntos de confluencia era la revista literaria Martín Fierro, cuya sede se encontraba en la esquina de la tradicional calle Florida y Tucumán, en la ciudad de Buenos Aires, y también porque acostumbraban a reunirse en «La Richmond», un café ubicado sobre la calle Florida, entre Lavalle y la avenida Corrientes. También era habitual que realizaran sus exposiciones en el café Tortoni. En aquel entonces Florida era una de las calles céntricas más elegantes y cosmopolitas de la ciudad, y por sus rasgos europeos podía confundirse con una calle de París, Londres o Roma. Era constantemente visitada por turistas, y en sus veredas se oían diversos idiomas.
Este grupo se preocupaba por una estética renovadora, no le interesaba escribir como arma de combate social y más bien le interesaba la renovación artística. Se caracterizó fundamentalmente por la búsqueda de innovaciones vanguardistas relacionadas con las formas, como el cuestionamiento a la métrica y la rima en la poesía. 
Apoyaron el surrealismo, el dadaísmo, el ultraísmo y en general todas las corrientes de vanguardias europeas de la época. Representaban la elegancia y la superficialidad. Defendieron el principio del "arte por arte" contra el "arte social".
La mayoría de sus integrantes formaban parte de la clase alta y de la élite cultural y, en general, se mostraban distantes de todo lo que tuviera un sentido popular. Entre los integrantes más destacados se encontraban Jorge Luis Borges, Oliverio Girondo, Leopoldo Marechal, Raúl González Tuñón, Conrado Nalé Roxlo, Eduardo González Lanuza, Ricardo Güiraldes, entre otros.

## La revistaMartín Fierroy el «Manifiesto» del grupo
La revista Martín Fierro, eje de reunión del Grupo de Florida, fue fundada en febrero de 1924. Sin embargo en la misma participaron escritores con estilos más identificables con el Grupo de Boedo. Su primer director fue Evar Méndez y estaba codirigida también por Oliverio Girondo. Precisamente este último escribió el «Manifiesto» del grupo, publicado en el cuarto número de la revista, el 15 de mayo de 1924.
Entre otras cosas el Manifiesto sostiene la voluntad del grupo de romper los esquemas y reglas artísticas entonces vigentes:

Frente a la impermeabilidad hipopotámica del honorable público. Frente a la funeraria solemnidad del historiador y del catedrático que momifica cuanto toca.... Martín Fierro sabe que todo es nuevo bajo el sol, si todo se mira con unas pupilas actuales y se expresa con un acento contemporáneo.
«Manifiesto» de la revista Martín Fierro

Otra revista relacionada con el grupo fue la revista Proa, de Jorge Luis Borges y su hermana Norah, entre otros.

## Características
El Grupo de Florida se caracterizó fundamentalmente por la búsqueda de innovaciones vanguardistas relacionadas con las formas, como el cuestionamiento a la métrica y la rima en la poesía. Apoyaron el surrealismo, el dadaísmo, el ultraísmo y en general todas las corrientes de vanguardia  europeas de la época.

## Integrantes
- Literatura:
  - Jorge Luis Borges. Él nunca se consideró parte del grupo, no tomaba en serio la rivalidad Florida-Boedo aunque algunos autores lo incluirían luego, estaban además
  - José de España
  - Evar Méndez
  - Conrado Nalé Roxlo
  - Horacio Rega Molina
  - Oliverio Girondo
  - Ricardo Molinari
  - Leopoldo Marechal
  - Francisco Luis Bernárdez
  - Raúl González Tuñón
  - Eduardo González Lanuza
  - Norah Borges
  - Victoria Ocampo
  - Pelegrina Pastorino
  - Ricardo Güiraldes

- Pintura:
  - Antonio Berni
  - Xul Solar
  - Norah Borges
  - Lino Enea Spilimbergo
  - Raquel Forner
  - Aquiles Badi
  - Héctor Basaldúa
  - Horacio Butler
  - Emilio Centurión
  - Emilio Pettoruti
  - Juan del Prete

## Enfoques, las ramas de Florida y de Boedo
La tradición suele ubicar al Grupo de Florida como opuesto o complementario al Grupo de Boedo, aunque los límites entre ambos nunca estuvieron definitivamente marcados: 

El Grupo Florida, de enfoque artístico-literario: se atribuye al Grupo de Florida una mayor identificación con las élites económicas, así también con una tendencia al feminismo de vanguardia. Tal caso es la rama de los eventos sociales denominados "las Chiquis Argentinas" de moda-feminista encabezado por Pelegrina Pastorino (Péle), Norah Borges, etc.

El Grupo Boedo, de enfoque sociopolítico: por su parte, a esta rama se la ubica como cercana a los sectores obreros y populares, con representantes masculinos en su mayoría y de vanguardia laboral; inicialmente liderado por el periodista Antonio Zamora.

Lógicamente, el Grupo de Florida se reunía en el centro de la Ciudad de Buenos Aires, inicialmente en "la Richmond", posteriormente en la Confitería de Galería Pacífico o en Café Tortoni, mientras que el Grupo de Boedo lo hacía en el Café El Japonés y en el estadio de fútbol del Club Atlético San Lorenzo en una zona aledaña al centro de la ciudad. El primer grupo daba máxima importancia a los aspectos de renovación de las formas artísticas, mientras el segundo daba máxima importancia a los contenidos laborales, y sociopolíticos.
De todas formas, algunos integrantes de ambos grupos se cambiaron de bando con el transcurso del tiempo y Jorge Luis Borges llegó a confesar que esta rivalidad no pasaba de ser una broma. Las diferencias no eran tomadas de modo tajante. Por ejemplo, el novelista Roberto Arlt también radicó en el Grupo Florida, pero suele ser identificado con el Grupo Boedo.

## Muestra "El periódicoMartín Fierroen las artes y en las letras"
En el Museo Nacional de Bellas Artes, localizado en la ciudad de Buenos Aires, Argentina, tuvo lugar del 14 de abril de 2010 al 27 de junio de 2010 una muestra temporaria que se llamó "El periódico Martín Fierro en las artes y en las letras". Para la ocasión se editó un catálogo con las obras exhibidas, algunas de colecciones privadas y otras del patrimonio del museo. El objetivo de la exposición fue establecer un diálogo a partir de la gráfica de la revista, de las ilustraciones de la misma con la obra de artistas de la Argentina y del mundo que eran parte de la vanguardia del momento.
Se presentaron obras de diversos artistas como Xul Solar, Emilio Pettoruti, Norah Borges, Alfredo Guttero, Raquel Forner, entre otros del ámbito nacional, como así también extranjeros como Paul Gauguin y Pablo Picasso, entre otros. El curador de la muestra fue el historiador y diplomático Sergio Alberto Baur.  
Esta publicación no solamente abordaba cuestiones referidas a la literatura, sino que también arquitectos como Alberto Prebisch y Ernesto Vautier comenzaron a difundir un nuevo estilo que describían a través de sus páginas. Asimismo, también la nueva estética del cine de la época estaba presente en Martín Fierro.